# Zbigniew Jerzy Bukowski
Zbigniew Jerzy Bukowski (ur. 29 marca 1931 w Warszawie, zm. 25 lipca 2024) – polski archeolog, dr hab., prof. nauk humanistycznych.

## Życiorys
Urodził się w rodzinie Bronisława, inżyniera budownictwa, i Ireny Marii z Bogowolskich (ur. 1907). Brat Mirosława Andrzeja, kompozytora. W 1955 ukończył studia archeologiczne na Uniwersytecie im. Adama Mickiewicza w Poznaniu. Obronił pracę doktorską, następnie uzyskał stopień doktora habilitowanego. W 1982 otrzymał tytuł profesora w zakresie nauk humanistycznych.
Pracował w Instytucie Archeologii i Etnologii Polskiej Akademii Nauk i w Instytucie Archeologii na Wydziale Historycznym Uniwersytetu Warszawskiego, oraz był członkiem Komitetu Nauk Pra- i Protohistorycznych I Wydziału Nauk Humanistycznych i Społecznych Polskiej Akademii Nauk.
Po przejściu na emeryturę zamieszkał w Sopocie.

## Ordery i odznaczenia
- Krzyż Kawalerski Orderu Odrodzenia Polski[6]
- Złoty Krzyż Zasługi[6]
- Brązowy Medal „Zasłużony Kulturze Gloria Artis” (4 października 2005)[7]